# Série Mundial de Sevens Feminino 2012-13
A Série Mundial de Sevens Feminino 2012-13 (IRB Sevens World Series 2012-13), é o circuito mundial de Rugby Sevens feminino das temporadas de 2012 e 2013.

## Etapas
| Datas               | Estado          | Cidade     | Campeão       | Vice-Campeão   | Terceiro  |
| ------------------- | --------------- | ---------- | ------------- | -------------- | --------- |
| 30 nov e 1 dez 2012 | Emirados Árabes | Dubai      | Nova Zelândia | África do Sul  | Espanha   |
| 1 e 2 fev 2013      | Estados Unidos  | Houston    | Inglaterra    | Estados Unidos | Austrália |
| 30 e 31 mar 2013    | China           | Cantão     | Nova Zelândia | Inglaterra     | Canadá    |
| 17 e 18 mai 2013    | Países Baixos   | Amesterdão | Nova Zelândia | Canadá         | Rússia    |

## Classificação
| POS | Team              | =Emirados Árabes Unidos | Estados Unidos | China | Países Baixos | Total |
| --- | ----------------- | ----------------------- | -------------- | ----- | ------------- | ----- |
| 1   | Nova Zelândia     | 20                      | 14             | 20    | 20            | 74    |
| 2   | Inglaterra        | 8                       | 20             | 18    | 14            | 60    |
| 3   | Canadá            | 10                      | 8              | 16    | 18            | 52    |
| 4   | Estados Unidos    | 4                       | 18             | 14    | 12            | 48    |
| 5   | Austrália         | 14                      | 16             | 8     | 8             | 46    |
| 6   | Rússia            | 12                      | 12             |       | 16            | 40    |
| 7   | Países Baixos     | 6                       | 10             | 10    | 4             | 30    |
| 8   | África do Sul     | 18                      | 6              |       | 3             | 27    |
| 9   | Espanha           | 16                      | 0              |       | 10            | 26    |
| 10  | Brasil            | 1                       | 4              | 6     | 1             | 12    |
| 10  | Irlanda           |                         |                | 12    |               | 12    |
| 12  | França            | 3                       |                |       | 6             | 9     |
| 13  | Japão             |                         | 3              | 4     |               | 7     |
| 13  | China             | 2                       |                | 3     | 2             | 7     |
| 15  | Argentina         |                         | 2              |       |               | 2     |
| 15  | Fiji              |                         |                | 2     |               | 2     |
| 17  | Trinidad e Tobago |                         | 1              |       |               | 1     |
| 17  | Tunísia           |                         |                | 1     |               | 1     |

## Campeã
| Série Mundial de Sevens Feminino 2012-13 |
| ---------------------------------------- |
| Nova Zelândia (1º título)                |

## 1a Etapa Dubai Seven
A estreia do torneio foi realizada em Dubai, Emirados Árabes Unidos nos dias 30 de Novembro e 1 de Dezembro de 2012. A vencedora foi a Nova Zelândia que derrotou a África do Sul na final.
| GRUPO A       | GRUPO A       | GRUPO A    | GRUPO A | GRUPO A | GRUPO A | GRUPO A | GRUPO A | GRUPO A | GRUPO A | GRUPO A | GRUPO A |
|               | África do Sul | Inglaterra | Espanha | Brasil  | V       | E       | D       | P+      | P-      | P+/-    | Pts     |
| ------------- | ------------- | ---------- | ------- | ------- | ------- | ------- | ------- | ------- | ------- | ------- | ------- |
| África do Sul | X             | 20-5       | 0-5     | 19-5    | 2       | 0       | 1       | 39      | 15      | +24     | 7       |
| Inglaterra    | 5-20          | X          | 17-7    | 22-0    | 2       | 0       | 1       | 44      | 27      | +17     | 7       |
| Espanha       | 5-0           | 7-17       | X       | 19-0    | 2       | 0       | 1       | 31      | 17      | +14     | 7       |
| Brasil        | 5-19          | 0-22       | 0-19    | X       | 0       | 0       | 3       | 5       | 60      | -55     | 3       |

| GRUPO B       | GRUPO B | GRUPO B       | GRUPO B | GRUPO B | GRUPO B | GRUPO B | GRUPO B | GRUPO B | GRUPO B | GRUPO B | GRUPO B |
|               | Rússia  | Nova Zelândia | Canadá  | China   | V       | E       | D       | P+      | P-      | P+/-    | Pts     |
| ------------- | ------- | ------------- | ------- | ------- | ------- | ------- | ------- | ------- | ------- | ------- | ------- |
| Rússia        | X       | 12-12         | 15-12   | 27-0    | 2       | 1       | 0       | 54      | 24      | +30     | 8       |
| Nova Zelândia | 12-12   | X             | 12-12   | 31-0    | 1       | 2       | 0       | 55      | 24      | +31     | 7       |
| Canadá        | 12-15   | 12-12         | X       | 32-0    | 1       | 1       | 1       | 56      | 27      | +29     | 6       |
| China         | 0-27    | 0-31          | 0-32    | X       | 0       | 0       | 3       | 0       | 90      | -90     | 3       |

| GRUPO C        | GRUPO C   | GRUPO C       | GRUPO C        | GRUPO C | GRUPO C | GRUPO C | GRUPO C | GRUPO C | GRUPO C | GRUPO C | GRUPO C |
|                | Austrália | Países Baixos | Estados Unidos | França  | V       | E       | D       | P+      | P-      | P+/-    | Pts     |
| -------------- | --------- | ------------- | -------------- | ------- | ------- | ------- | ------- | ------- | ------- | ------- | ------- |
| Austrália      | X         | 24-12         | 15-7           | 29-0    | 3       | 0       | 0       | 68      | 19      | +49     | 9       |
| Países Baixos  | 12-24     | X             | 12-7           | 14-12   | 2       | 0       | 1       | 38      | 43      | -5      | 7       |
| Estados Unidos | 7-15      | 7-12          | X              | 27-7    | 1       | 0       | 2       | 41      | 34      | +7      | 5       |
| França         | 0-29      | 12-14         | 7-27           | X       | 0       | 0       | 3       | 19      | 70      | -51     | 3       |

| Seleção                           | Seleção                           | Placar                            |
| Quartas-de-final (1º ao 8º lugar) | Quartas-de-final (1º ao 8º lugar) | Quartas-de-final (1º ao 8º lugar) |
| --------------------------------- | --------------------------------- | --------------------------------- |
| Austrália                         | Canadá                            | 14-10                             |
| Nova Zelândia                     | Inglaterra                        | 31-0                              |
| África do Sul                     | Países Baixos                     | 12-7                              |
| Espanha                           | Rússia                            | 7-5                               |
| Semifinais (9º ao 12º lugar)      |                                   |                                   |
| França                            | Brasil                            | 22-0                              |
| Estados Unidos                    | China                             | 36-7                              |
| Semifinais (5º ao 8º lugar)       |                                   |                                   |
| Canadá                            | Inglaterra                        | 24-0                              |
| Rússia                            | Países Baixos                     | 21-5                              |
| Semifinais (1º ao 4º lugar)       |                                   |                                   |
| Nova Zelândia                     | Austrália                         | 28-14                             |
| África do Sul                     | Espanha                           | 19-17                             |
| Final 11º lugar                   |                                   |                                   |
| China                             | Brasil                            | 19-17                             |
| Final 9º lugar                    |                                   |                                   |
| Estados Unidos                    | França                            | 26-12                             |
| Final 7º lugar                    |                                   |                                   |
| Inglaterra                        | Países Baixos                     | 26-5                              |
| Final 5º lugar                    |                                   |                                   |
| Rússia                            | Canadá                            | 14-10                             |
| Final 3º lugar                    |                                   |                                   |
| Espanha                           | Austrália                         | 17-15                             |
| Final 1º lugar                    |                                   |                                   |
| Nova Zelândia                     | África do Sul                     | 41-0                              |

## 2a Etapa Houston Sevens
A segunda etapa foi realizada em Houston, Estados Unidos nos dias 1 e 2 de Fevereiro de 2013. A vencedora foi a Inglaterra que derrotou os Estados Unidos na final.
| GRUPO A           | GRUPO A    | GRUPO A       | GRUPO A       | GRUPO A           | GRUPO A | GRUPO A | GRUPO A | GRUPO A | GRUPO A | GRUPO A | GRUPO A |
|                   | Inglaterra | Nova Zelândia | Países Baixos | Trindade e Tobago | V       | E       | D       | P+      | P-      | P+/-    | Pts     |
| ----------------- | ---------- | ------------- | ------------- | ----------------- | ------- | ------- | ------- | ------- | ------- | ------- | ------- |
| Inglaterra        | X          | 7-5           | 17-0          | 48-0              | 3       | 0       | 0       | 72      | 5       | +67     | 9       |
| Nova Zelândia     | 5-7        | X             | 35-14         | 50-0              | 2       | 0       | 1       | 90      | 21      | +69     | 7       |
| Países Baixos     | 0-17       | 14-35         | X             | 38-5              | 1       | 0       | 2       | 52      | 57      | -5      | 5       |
| Trinidad e Tobago | 0-48       | 0-50          | 5-38          | X                 | 0       | 0       | 3       | 5       | 136     | -131    | 3       |

| GRUPO B        | GRUPO B        | GRUPO B | GRUPO B       | GRUPO B   | GRUPO B | GRUPO B | GRUPO B | GRUPO B | GRUPO B | GRUPO B | GRUPO B |
|                | Estados Unidos | Canadá  | África do Sul | Argentina | V       | E       | D       | P+      | P-      | P+/-    | Pts     |
| -------------- | -------------- | ------- | ------------- | --------- | ------- | ------- | ------- | ------- | ------- | ------- | ------- |
| Estados Unidos | X              | 12-12   | 22-19         | 41-0      | 2       | 1       | 0       | 75      | 31      | +44     | 8       |
| Canadá         | 12-12          | X       | 26-12         | 31-0      | 2       | 1       | 0       | 69      | 24      | +45     | 8       |
| África do Sul  | 19-22          | 12-26   | X             | 27-0      | 1       | 0       | 2       | 58      | 48      | +10     | 5       |
| Argentina      | 0-41           | 0-31    | 0-27          | X         | 0       | 0       | 3       | 0       | 99      | -99     | 3       |

| GRUPO C   | GRUPO C   | GRUPO C | GRUPO C | GRUPO C | GRUPO C | GRUPO C | GRUPO C | GRUPO C | GRUPO C | GRUPO C | GRUPO C |
|           | Austrália | Rússia  | Japão   | Brasil  | V       | E       | D       | P+      | P-      | P+/-    | Pts     |
| --------- | --------- | ------- | ------- | ------- | ------- | ------- | ------- | ------- | ------- | ------- | ------- |
| Austrália | X         | 15-0    | 31-12   | 22-0    | 3       | 0       | 0       | 68      | 12      | +56     | 9       |
| Rússia    | 0-15      | X       | 24-0    | 27-0    | 2       | 0       | 1       | 51      | 15      | +36     | 7       |
| Japão     | 12-31     | 0-24    | X       | 17-12   | 1       | 0       | 2       | 29      | 67      | -38     | 5       |
| Brasil    | 0-22      | 0-27    | 12-17   | X       | 0       | 0       | 3       | 12      | 66      | -54     | 3       |

| Seleção                           | Seleção                           | Placar                            |
| Quartas-de-final (1º ao 8º lugar) | Quartas-de-final (1º ao 8º lugar) | Quartas-de-final (1º ao 8º lugar) |
| --------------------------------- | --------------------------------- | --------------------------------- |
| Inglaterra                        | Países Baixos                     | 19-14                             |
| Nova Zelândia                     | Canadá                            | 12-10                             |
| Estados Unidos                    | Rússia                            | 15-7                              |
| Austrália                         | África do Sul                     | 17-12                             |
| Semifinais (9º ao 12º lugar)      |                                   |                                   |
| Japão                             | Trinidad e Tobago                 | 34-10                             |
| Brasil                            | Argentina                         | 27-0                              |
| Semifinais (5º ao 8º lugar)       |                                   |                                   |
| Países Baixos                     | Canadá                            | 19-5                              |
| Rússia                            | África do Sul                     | 20-0                              |
| Semifinais (1º ao 4º lugar)       |                                   |                                   |
| Inglaterra                        | Nova Zelândia                     | 19-12                             |
| Estados Unidos                    | Austrália                         | 17-5                              |
| Final 11º lugar                   |                                   |                                   |
| Argentina                         | Trinidad e Tobago                 | 25-5                              |
| Final 9º lugar                    |                                   |                                   |
| Brasil                            | Japão                             | 12-7                              |
| Final 7º lugar                    |                                   |                                   |
| Canadá                            | África do Sul                     | 33-0                              |
| Final 5º lugar                    |                                   |                                   |
| Rússia                            | Países Baixos                     | 29-10                             |
| Final 3º lugar                    |                                   |                                   |
| Austrália                         | Nova Zelândia                     | 17-12                             |
| Final 1º lugar                    |                                   |                                   |
| Inglaterra                        | Estados Unidos                    | 29-12                             |

## 3a Etapa Guangzhou Sevens
A terceira etapa foi realizada em Cantão, China nos dias 30 e 31 de Março de 2013. A vencedora foi a Nova Zelândia que derrotou a Inglaterra na final.
| GRUPO A       | GRUPO A       | GRUPO A       | GRUPO A | GRUPO A | GRUPO A | GRUPO A | GRUPO A | GRUPO A | GRUPO A | GRUPO A | GRUPO A |
|               | Nova Zelândia | Países Baixos | Brasil  | Tunísia | V       | E       | D       | P+      | P-      | P+/-    | Pts     |
| ------------- | ------------- | ------------- | ------- | ------- | ------- | ------- | ------- | ------- | ------- | ------- | ------- |
| Nova Zelândia | X             | 20-5          | 29-0    | 53-0    | 3       | 0       | 0       | 102     | 5       | +97     | 9       |
| Países Baixos | 5-20          | X             | 12-12   | 47-0    | 1       | 1       | 1       | 64      | 32      | +32     | 6       |
| Brasil        | 0-29          | 12-12         | X       | 24-0    | 1       | 1       | 1       | 36      | 41      | -5      | 6       |
| Tunísia       | 0-53          | 0-47          | 0-24    | X       | 0       | 0       | 3       | 0       | 124     | -124    | 3       |

| GRUPO B   | GRUPO B | GRUPO B   | GRUPO B              | GRUPO B | GRUPO B | GRUPO B | GRUPO B | GRUPO B | GRUPO B | GRUPO B | GRUPO B |
|           | Canadá  | Austrália | República da Irlanda | Japão   | V       | E       | D       | P+      | P-      | P+/-    | Pts     |
| --------- | ------- | --------- | -------------------- | ------- | ------- | ------- | ------- | ------- | ------- | ------- | ------- |
| Canadá    | X       | 20-10     | 33-5                 | 52-5    | 3       | 0       | 0       | 105     | 20      | +85     | 9       |
| Austrália | 10-20   | X         | 12-7                 | 26-5    | 2       | 0       | 1       | 48      | 32      | +16     | 7       |
| Irlanda   | 5-33    | 7-12      | X                    | 33-0    | 1       | 0       | 2       | 45      | 45      | 0       | 5       |
| Japão     | 5-52    | 5-26      | 0-33                 | X       | 0       | 0       | 3       | 10      | 111     | -101    | 3       |

| GRUPO C        | GRUPO C    | GRUPO C        | GRUPO C | GRUPO C | GRUPO C | GRUPO C | GRUPO C | GRUPO C | GRUPO C | GRUPO C | GRUPO C |
|                | Inglaterra | Estados Unidos | China   | Fiji    | V       | E       | D       | P+      | P-      | P+/-    | Pts     |
| -------------- | ---------- | -------------- | ------- | ------- | ------- | ------- | ------- | ------- | ------- | ------- | ------- |
| Inglaterra     | X          | 19-0           | 24-5    | 24-10   | 3       | 0       | 0       | 67      | 15      | +52     | 9       |
| Estados Unidos | 0-19       | X              | 21-12   | 15-0    | 2       | 0       | 1       | 36      | 31      | +5      | 7       |
| China          | 5-24       | 12-21          | X       | 15-10   | 1       | 0       | 2       | 32      | 55      | -23     | 5       |
| Fiji           | 10-24      | 0-15           | 10-15   | X       | 0       | 0       | 3       | 20      | 54      | -34     | 3       |

| Seleção                           | Seleção                           | Placar                            |
| Quartas-de-final (1º ao 8º lugar) | Quartas-de-final (1º ao 8º lugar) | Quartas-de-final (1º ao 8º lugar) |
| --------------------------------- | --------------------------------- | --------------------------------- |
| Nova Zelândia                     | Irlanda                           | 31-5                              |
| Estados Unidos                    | Austrália                         | 17-14                             |
| Inglaterra                        | Países Baixos                     | 19-12                             |
| Canadá                            | Brasil                            | 33-0                              |
| Semifinais (9º ao 12º lugar)      |                                   |                                   |
| China                             | Tunísia                           | 57-0                              |
| Japão                             | Fiji                              | 12-5                              |
| Semifinais (5º ao 8º lugar)       |                                   |                                   |
| Irlanda                           | Austrália                         | 15-14                             |
| Países Baixos                     | Brasil                            | 22-0                              |
| Semifinais (1º ao 4º lugar)       |                                   |                                   |
| Nova Zelândia                     | Estados Unidos                    | 24-12                             |
| Inglaterra                        | Canadá                            | 19-0                              |
| Final 11º lugar                   |                                   |                                   |
| Fiji                              | Tunísia                           | 19-0                              |
| Final 9º lugar                    |                                   |                                   |
| Japão                             | China                             | 14-10                             |
| Final 7º lugar                    |                                   |                                   |
| Austrália                         | Brasil                            | 7-5                               |
| Final 5º lugar                    |                                   |                                   |
| Irlanda                           | Países Baixos                     | 14-10                             |
| Final 3º lugar                    |                                   |                                   |
| Canadá                            | Estados Unidos                    | 17-5                              |
| Final 1º lugar                    |                                   |                                   |
| Nova Zelândia                     | Inglaterra                        | 19-5                              |

## 4a Etapa Amsterdam Seven
A quarta etapa foi realizada em Amesterdão, Países Baixos nos dias 17 e 18 de Maio de 2013. A vencedora foi a Nova Zelândia que derrotou o Canadá na final e se sagrou campeã da Série Mundial de Sevens Feminina.
| GRUPO A       | GRUPO A       | GRUPO A | GRUPO A       | GRUPO A | GRUPO A | GRUPO A | GRUPO A | GRUPO A | GRUPO A | GRUPO A | GRUPO A |
|               | Nova Zelândia | Rússia  | Países Baixos | China   | V       | E       | D       | P+      | P-      | P+/-    | Pts     |
| ------------- | ------------- | ------- | ------------- | ------- | ------- | ------- | ------- | ------- | ------- | ------- | ------- |
| Nova Zelândia | X             | 17-5    | 15-0          | 24-0    | 3       | 0       | 0       | 56      | 5       | +51     | 9       |
| Rússia        | 5-17          | X       | 22-0          | 31-0    | 2       | 0       | 1       | 58      | 17      | +41     | 7       |
| Países Baixos | 0-15          | 0-22    | X             | 19-0    | 1       | 0       | 2       | 19      | 37      | -18     | 5       |
| China         | 0-24          | 0-31    | 0-19          | X       | 0       | 0       | 3       | 0       | 74      | -74     | 3       |

| GRUPO B       | GRUPO B    | GRUPO B | GRUPO B | GRUPO B       | GRUPO B | GRUPO B | GRUPO B | GRUPO B | GRUPO B | GRUPO B | GRUPO B |
|               | Inglaterra | França  | Canadá  | África do Sul | V       | E       | D       | P+      | P-      | P+/-    | Pts     |
| ------------- | ---------- | ------- | ------- | ------------- | ------- | ------- | ------- | ------- | ------- | ------- | ------- |
| Inglaterra    | X          | 12-5    | 14-0    | 17-14         | 3       | 0       | 0       | 43      | 19      | +24     | 9       |
| França        | 5-12       | X       | 8-7     | 14-12         | 2       | 0       | 1       | 27      | 31      | -4      | 7       |
| Canadá        | 0-14       | 7-8     | X       | 36-7          | 1       | 0       | 2       | 43      | 29      | +14     | 5       |
| África do Sul | 14-17      | 12-14   | 7-36    | X             | 0       | 0       | 3       | 33      | 67      | -34     | 3       |

| GRUPO C        | GRUPO C        | GRUPO C   | GRUPO C | GRUPO C | GRUPO C | GRUPO C | GRUPO C | GRUPO C | GRUPO C | GRUPO C | GRUPO C |
|                | Estados Unidos | Austrália | Espanha | Brasil  | V       | E       | D       | P+      | P-      | P+/-    | Pts     |
| -------------- | -------------- | --------- | ------- | ------- | ------- | ------- | ------- | ------- | ------- | ------- | ------- |
| Estados Unidos | X              | 10-5      | 17-5    | 24-0    | 3       | 0       | 0       | 51      | 10      | +41     | 9       |
| Austrália      | 5-10           | X         | 31-7    | 24-0    | 2       | 0       | 1       | 60      | 17      | +43     | 7       |
| Espanha        | 5-17           | 7-31      | X       | 26-0    | 1       | 0       | 2       | 38      | 48      | -10     | 5       |
| Brasil         | 0-24           | 0-24      | 0-26    | X       | 0       | 0       | 3       | 0       | 74      | -74     | 3       |

| Seleção                           | Seleção                           | Placar                            |
| Quartas-de-final (1º ao 8º lugar) | Quartas-de-final (1º ao 8º lugar) | Quartas-de-final (1º ao 8º lugar) |
| --------------------------------- | --------------------------------- | --------------------------------- |
| Nova Zelândia                     | Espanha                           | 14-5                              |
| Rússia                            | Austrália                         | 19-10                             |
| Inglaterra                        | França                            | 19-0                              |
| Canadá                            | Estados Unidos                    | 19-5                              |
| Semifinais (9º ao 12º lugar)      |                                   |                                   |
| Países Baixos                     | Brasil                            | 31-0                              |
| África do Sul                     | China                             | 19-7                              |
| Semifinais (5º ao 8º lugar)       |                                   |                                   |
| Espanha                           | Austrália                         | 15-5                              |
| Estados Unidos                    | França                            | 10-7                              |
| Semifinais (1º ao 4º lugar)       |                                   |                                   |
| Nova Zelândia                     | Rússia                            | 24-10                             |
| Canadá                            | Inglaterra                        | 12-7                              |
| Final 11º lugar                   |                                   |                                   |
| China                             | Brasil                            | 26-12                             |
| Final 9º lugar                    |                                   |                                   |
| Países Baixos                     | África do Sul                     | 32-0                              |
| Final 7º lugar                    |                                   |                                   |
| Austrália                         | França                            | 14-12                             |
| Final 5º lugar                    |                                   |                                   |
| Estados Unidos                    | Espanha                           | 17-15                             |
| Final 3º lugar                    |                                   |                                   |
| Rússia                            | Inglaterra                        | 26-15                             |
| Final 1º lugar                    |                                   |                                   |
| Nova Zelândia                     | Canadá                            | 33-24                             |